# Sémen

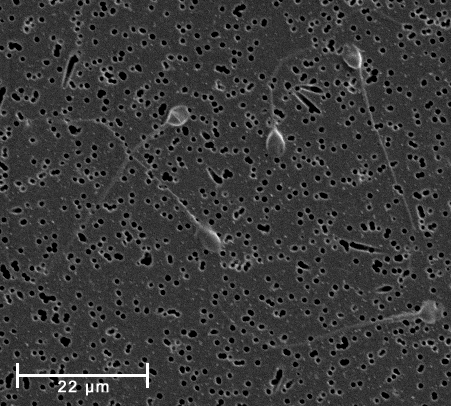
Os espermatozoides, neste caso humanos, são um componente primário do sêmen normal e agentes da fertilização dos óvulos femininos.

Sêmen, também chamado de fluido seminal, é um fluido corporal que contém espermatozoides secretado pelas gônadas (glândulas sexuais) masculinas e por outros órgãos sexuais de macho ou hermafrodita animals. Nos humanos e em mamíferos placentários, o fluido seminal é ejaculado pelo pênis e contém enzimas proteolíticas e outras enzimas, além de frutose, substância que favorece a sobrevivência dos espermatozoides e fornece um meio em que eles podem se deslocar ou “nadar” da vagina até o útero para fertilizar o óvulo feminino e formar um zigoto.
O sêmen é coletado de animais para inseminação artificial ou crioconservação de material genético. A crioconservação de recursos genéticos animais é uma prática voltada à conservação de raças específicas.

## Fisiologia

### Fertilização
Dependendo da espécie, os espermatozoides podem fertilizar óvulos externamente ou internamente. Na fertilização externa, os espermatozoides fecundam os óvulos diretamente, fora dos órgãos sexuais da fêmea. Peixes fêmeas, por exemplo, lançam óvulos em seu ambiente aquático, onde são fecundados pelo sêmen dos peixes machos.
Na fertilização interna, a fecundação ocorre dentro dos órgãos sexuais da fêmea após um macho inseminar uma fêmea por meio de cópula. Na maioria dos vertebrados, incluindo anfíbios, réptils, aves e mamíferos monotreme, a cópula é realizada pela união da cloaca do macho e da fêmea. Em marsupiais e em mamíferos placentários, a cópula ocorre pela vagina. Em macropods, o sêmen coagula e forma um tampão copulatório na vagina após a cópula.

## Humano

### Composição=
Durante o processo de ejaculação, os espermatozoides passam pelos ejaculatory ducts e se misturam aos fluidos das vesícula seminal, da próstata e das glândulas bulbouretrais para formar o sêmen. As vesículas seminais produzem um fluido amarelado e viscoso, rico em frutose e outras substâncias, que compõe cerca de 70% do sêmen humano. A secreção prostática, influenciada pela di-hidrotestosterona, é um fluido esbranquiçado (às vezes claro) e fino, contendo enzimas proteolíticas, ácido cítrico, fosfatase ácida e lipídios. As glândulas bulbouretrais secretam um fluido claro na luz da uretra para lubrificá-la.
As células de Sertoli, que nutrem e sustentam os espermatócitos em desenvolvimento, secretam um fluido nos túbulos seminíferos que ajuda a transportar os espermatozoides aos dutos genitais. Os ductos eferentes possuem células cuboidais com microvilos e grânulos lisossômicos que reabsorvem parte do fluido ductal. Ao entrar no epidídimo, as células principais, com vesículas pinocitóticas indicando reabsorção de fluido, secretam glicerofosfocolina, que provavelmente inibe a capacitação prematura. Os dutos genitais acessórios—vesículas seminais, próstata e glândulas bulbouretrais—produzem a maior parte do plasma seminal.
O plasma seminal humano contém uma variedade complexa de constituintes orgânicos e inorgânicos.
O plasma seminal oferece meio nutritivo e protetivo para os espermatozoides durante sua jornada pelo trato reprodutor feminino. O ambiente normal da vagina é hostil aos espermatozoides: muito ácido (pela microflora que produz ácido láctico), viscoso e patrulhado por células imunes. Componentes do plasma seminal tentam compensar essa hostilidade. Aminas básicas como putrescina, espermina, espermidina e cadaverina são responsáveis pelo odor e sabor do sêmen. Essas bases alcalinas neutralizam e tamponam o ambiente ácido do canal vaginal, protegendo o DNA dos espermatozoides da desnaturação ácida.
Os componentes e as contribuições do sêmen são os seguintes:
| Glândula(s)             | Fração aproximada | Descrição |
| testículos              | 2–5%              | Aproximadamente 200 a 500 milhões de espermatozoides (também chamados de espermatozoides), produzidos nos testículos, liberados por ejaculação. Se um homem tiver feito vasectomia, não haverá espermatozoides no ejaculado. |
| vesícula seminal        | 65–75%            | Aminoácidos, citrato, enzimas, flavinas, frutose (2–5 mg por mL de sêmen, principal fonte de energia dos espermatozoides), fosforilcolina, prostaglandinas (envolvidas na supressão da resposta imune feminina ao sêmen), proteínas e vitamina C. |
| próstata                | 25–30%            | Fosfatase ácida, ácido cítrico, fibrinolisina, antígeno prostático específico, enzima proteolíticas e zinco. (Nível de zinco cerca de 135±40 µg/mL em homens saudáveis. O zinco ajuda a estabilizar a cromatina que contém o DNA nos espermatozoides. Deficiência de zinco pode reduzir a fertilidade devido à fragilidade espermática e afetar a espermatogênese.) |
| glândulas bulbouretrais | < 1%              | Galactose, muco (aumentam a mobilidade dos espermatozoides na vagina e no colo do útero criando um canal menos viscoso e impedindo sua difusão; conferem textura gelatinosa ao sêmen), pré-ejaculatório, ácido siálico. |

Um relatório de 1992 da Organização Mundial da Saúde descreveu o sêmen humano normal como tendo volume ≥ 2 mL, pH 7,2–8,0, concentração de espermatozoides ≥ 20×106/mL, contagem de espermatozoides ≥ 40×106 por ejaculado e motilidade ≥ 50% com progressão para frente (categorias a e b) e ≥ 25% com progressão rápida (categoria a) até 60 minutos após a ejaculação.
Uma revisão de 2005 encontrou as seguintes médias físicas e químicas do sêmen humano:
| Propriedade | Por 100 mL | No volume médio (3,4 mL) |
| --- | ---------- | ------------------------ |
| Cálcio (mg) | 27,6       | 0,938                    |
| Cloreto (mg) | 142        | 4,83                     |
| Citrato (mg) | 528        | 18,0                     |
| Frutose (mg) | 272        | 9,25                     |
| Glicose (mg) | 102        | 3,47                     |
| Ácido lático (mg) | 62         | 2,11                     |
| Magnésio (mg) | 11         | 0,374                    |
| Potássio (mg) | 109        | 3,71                     |
| Proteína (mg) | 5 040      | 171                      |
| Sódio (mg) | 300        | 10,2                     |
| Ureia (mg) | 45         | 1,53                     |
| Zinco (mg) | 16,5       | 0,561                    |
| Capacidade tampão (β) | 25         | 25                       |
| Osmolaridade (mOsm) | 354        | 354                      |
| pH | 7,7        | 7,7                      |
| Viscosidade (cP) | 3–7        | 3–7                      |
| Volume (mL) | 3,4        | 3,4                      |
| Os valores para volume médio foram calculados e arredondados a três algarismos significativos. Todos os outros valores são os fornecidos na revisão. |            |                          |

#### Aparência e consistência

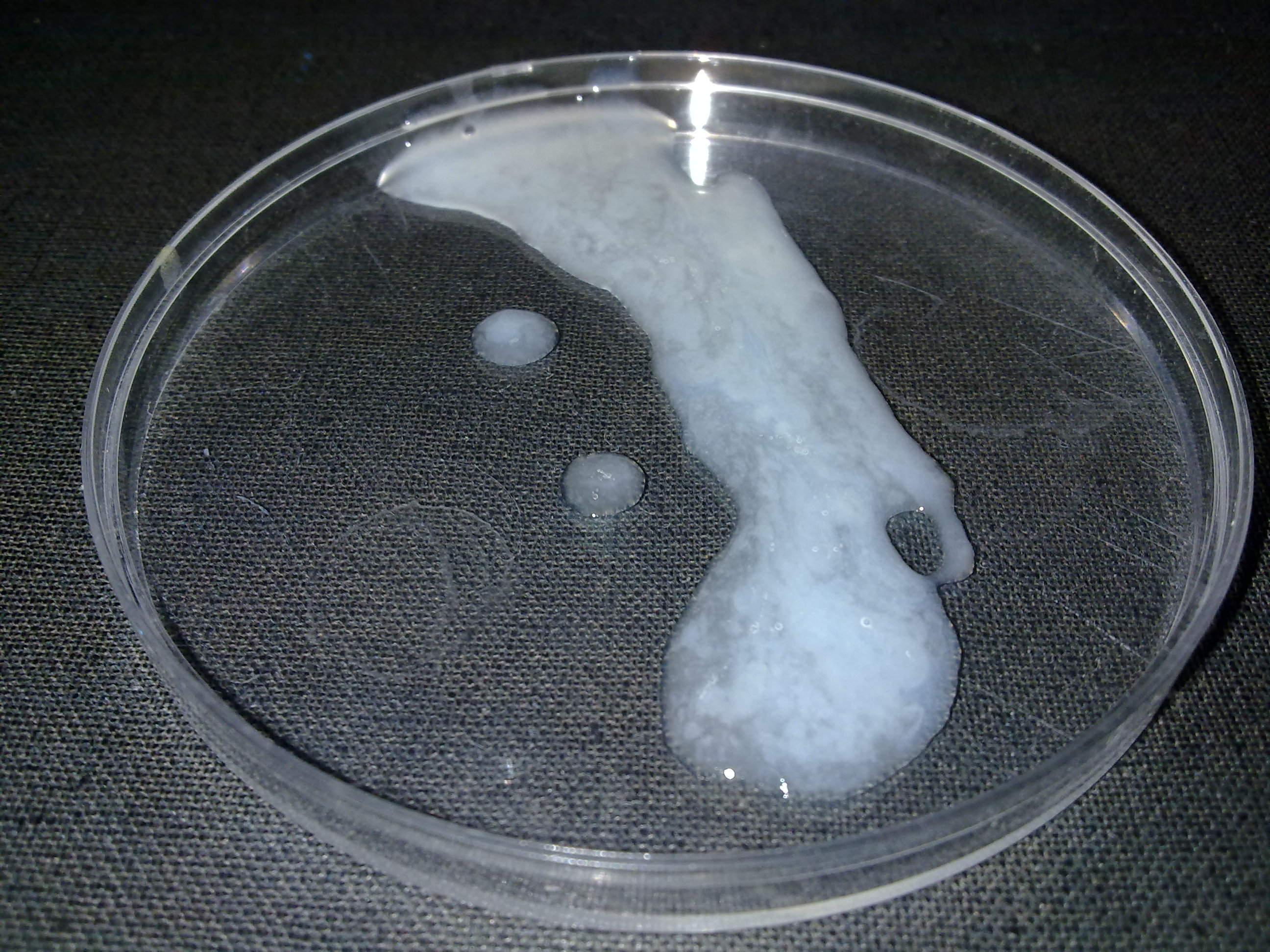
Sêmen humano em uma placa de Petri

O sêmen geralmente é translúcido, com tonalidade branca, acinzentada ou amarelada. A presença de sangue pode causar coloração rosada ou avermelhada, conhecida como hematospermia, e pode indicar problema médico a ser avaliado por um profissional se persistir.
Após a ejaculação, a parte final do sêmen coagula imediatamente, formando glóbulos, enquanto a parte inicial normalmente não coagula. Após 15–30 minutos, o antígeno prostático específico no sêmen causa a desconglutinação do coágulo seminal. Supõe-se que a coagulação inicial mantenha o sêmen na vagina, enquanto a liquefação libera os espermatozoides para alcançar os óvulos.
Uma revisão de 2005 indicou viscosidade média de 3–7 centipoises (cP), equivalente a mPa·s.

### Qualidade
A qualidade do sêmen mede sua capacidade de realizar a fertilização, sendo um indicador de fertilidade masculina. Envolve quantidade e qualidade dos espermatozoides presentes no sêmen.

### Quantidade
O volume de um ejaculado varia, mas geralmente é cerca de uma colher de chá ou menos. Uma revisão de 30 estudos concluiu média de 3,4 mL, com variações de 2,3 a 5,0 mL. Em estudo com suecos e dinamarqueses, intervalo prolongado entre ejaculações aumentou a contagem de espermatozoides, mas não o volume do sêmen.

### Armazenamento
O sêmen pode ser conservado em diluentes como o Illini Variable Temperature (IVT), que preservam alta fertilidade por mais de sete dias. O diluente IVT é composto de sais, açúcares e agentes antibacterianos, ensacado com CO2.
A criopreservação de sêmen permite armazenamento por períodos muito maiores. No homem, o armazenamento bem-sucedido mais longo registrado é de 21 anos.

## Saúde

### Transmissão de infecções
O sêmen pode transmitir diversas infecções sexualmente transmissíveis e patógenos, incluindo vírus como HIV e Ebola. Engolir sêmen não traz risco além dos inerentes à felatio. Inclui risco de transmissão de infecções como papilomavírus humano ou herpes, especialmente em pessoas com gengivite, gengivas sangrando ou feridas abertas. Vírus no sêmen podem sobreviver por longo tempo fora do corpo.

### Hematosspermia
A presença de sangue no sêmen ou hematospermia pode ser imperceptível (detectável apenas microscopicamente) ou visível no fluido. Pode resultar de inflamação, infecção, obstrução ou lesão do trato reprodutor masculino, uretra, testículos, epidídimo ou próstata. Geralmente resolve-se sem tratamento ou com antibióticos; em casos persistentes, podem ser necessários análise seminal e outros exames do sistema urogenital.

### Alergia
Em casos raros, humanos podem desenvolver alergia ao sêmen, chamada sensibilidade ao plasma seminal humano. Manifesta-se como resposta alérgica localizada ou sistêmica ao contato com o fluido seminal. Não há proteína única responsável pela reação. Os sintomas podem surgir na primeira relação ou em relações subsequentes. Diferencia-se de alergia ao látex se os sintomas cessarem com o uso de preservativo. Tratamentos de dessensibilização costumam ser bem-sucedidos.

### Benefícios para mulheres
Entre várias espécies, fêmeas podem absorver nutrientes e proteínas do fluido seminal para alimentação, aproveitando propriedades antivirais e antibacterianas e favorecendo a fertilização. Em humanos, o sêmen apresenta atividade antiviral contra vírus herpes simplex e transfere peptídeos antimicrobianos como catelicidina e lactoferrina. Em aves e mamíferos, bactérias mutualísticas como Lactobacillus foram detectadas na transferência do fluido.
Estudo sobre o efeito do sêmen na transmissão macho-fêmea de HIV em humanos e primatas não-humanos (macacos rhesus) observou que exposição intravaginal regular ao sêmen de macho saudável modula o microambiente do trato reprodutor feminino, melhorando paradoxalmente a resistência à infecção pelo HIV ao ativar mecanismos anti-HIV do organismo.

## Sociedade e cultura

### Qigong
Qigong e medicina chinesa dão ênfase a uma forma de energia chamada 精 (pinyin: jīng), também morfema que significa “essência” ou “espírito”. – busca-se desenvolver e acumular essa energia. “[Jing]]” é energia sexual e consideram que se dissipa com a ejaculação; portanto, masturbação é visto como “suicídio energético”. Na teoria do Qigong, a energia dos meridianos concentra-se nos órgãos sexuais durante a excitação. O orgasmo e a ejaculação expulsam essa energia do sistema. O provérbio chinês 一滴精，十滴血 (yì dī jīng, shí dī xuè, “uma gota de sêmen equivale a dez gotas de sangue”) ilustra essa ideia.
O termo científico para sêmen em chinês é 精液 (jīng yè, “fluido de essência”) e para espermatozoide é 精子 (jīng zǐ, “elemento básico da essência”), termos modernos com origens clássicas.

### Filosofia indiana
Nos Upanishads, escrituras do Hinduísmo, apresenta-se teoria de criação em que o Self supremo se transmuta pela ação de tapas (“calor”), importante no processo criativo. Tapas, em literatura sânscrita, refere-se ao calor sexual que incubaria a vida. A raiz tapas servia para expressar desejo sexual e amor. kama (desejo) foi associado a tapas (calor) para explicar emoções e energia que levam à relação sexual.
A ligação entre termorregulação (tapas) e desejo sexual (kama) é encontrada na fisiologia: “Adolescentes e adultos férteis são quentes”. :126 O calor interno, além de variar com tipo corporal, gera-se por menstrução, parto, ingestão de alimentos quentes e certas emoções.:126 Calor em excesso é “indesejável e perigoso”.:126
Mulheres consideradas mais “quentes” que homens devido a menstruação e gravidez, buscando alívio por secessão menstrual e banhos de óleo.:127 No Kerala, ritual de talikettukalyanam unia garotas virgens a homens em casamento simulado, seguido de consumo e separação.:127 Mulheres supostamente resfriam-se com sêmen masculino, visto como substância extremamente resfriadora.:127 Calor em mulheres era sinônimo de shakti e fertilidade latente, mas perigoso se não controlado, sendo contido por “amarrar” roupas e banhos de óleo.:126
Homens também “esquentam” sem ejaculação e devem canalizar sêmen via kundalini em práticas iogues.:127 Hindus viviam tensão entre abstinência (poder) e satisfação sexual.:115 Morris Carstairs relatou ansiedade masculina por spermatorreia e crença de que “leva 40 dias e 40 gotas de sangue para um de sêmen”.:115 Em mulheres, medo de perda de fluido sexual (sravam) causava ansiedade.:117-118
Em Ayurveda, Shukra designa sêmen e óvulo. Pessoas com shukra saudável aparentam força e vigor; sem o shukra, parecem exaustos e têm dificuldades criativas. Hidratação e digestão adequada de alimentos nutritivos (leite, ghee, nozes) promovem shukra saudável. Charaka preconiza brahmacharya (abstinência), dieta e descanso como pilares da vida. Atividade sexual saudável em fortes, mas em fracos enfraquece, restaurada pela abstinência. Ayurveda não favorece estilo monástico; nivel de shukra e dharma determinam atividade sexual.

### Filosofia grega
Em Grécia Antiga, Aristóteles afirmava que o sêmen é resíduo do sangue muito “concoctado” pela temperatura necessária ao macho. Segundo ele, “os espermatozoides são excreção do alimento” e advertia contra atividade sexual precoce, que desviaria nutrientes do crescimento corporal.
Aristóteles notou também que a região ao redor dos olhos era “a mais frutífera de sêmen”, possivelmente explicando relatos de afetação ocular pela indulgência sexual. Pythagóricos consideravam “o sêmen gota do cérebro”.
Na filosofia Estoica, o Logos spermatikos era princípio de razão ativa que fecundava a matéria passiva. Filon de Alexandria usou imagens sexuais para o Logos.
Clemente de Alexandria equiparava o Logos ao sangue e dizia que alguns viam o sêmen como espuma do sangue. Para ele, “a semente não deve ser desperdiçada”.
No culto cristão primitivo, acreditava-se que as mulheres tinham fluido equivalente armazenado no útero e sua retenção causaria histeria.
Em rituais gregos, o sêmen era considerado miasma, exigindo purificação após sua descarga.

### Reverência
Em sociedades pré-industriais, sêmen era venerado como substância mágica. Sumérios acreditavam-no dado por Enki e dotado de poder gerativo.:28 Sêmen divino de Enki plantado no solo gerou plantas; ele teria criado os rios Tigris e Eufrates por ejaculação em leitos secos; chuva era vista como sêmen do céu inseminando a deusa terra Ki.
Orquídeas, por semelhar-se a testículos, tinham mito de originar-se do sêmen de sátiros.
Em algumas mitologias, sêmen assemelha-se a leite materno. Em Bali, considera-se reembolso do leite da mãe: esposa alimenta o marido que retorna sêmen como “leite da bondade humana”.

### Espionagem

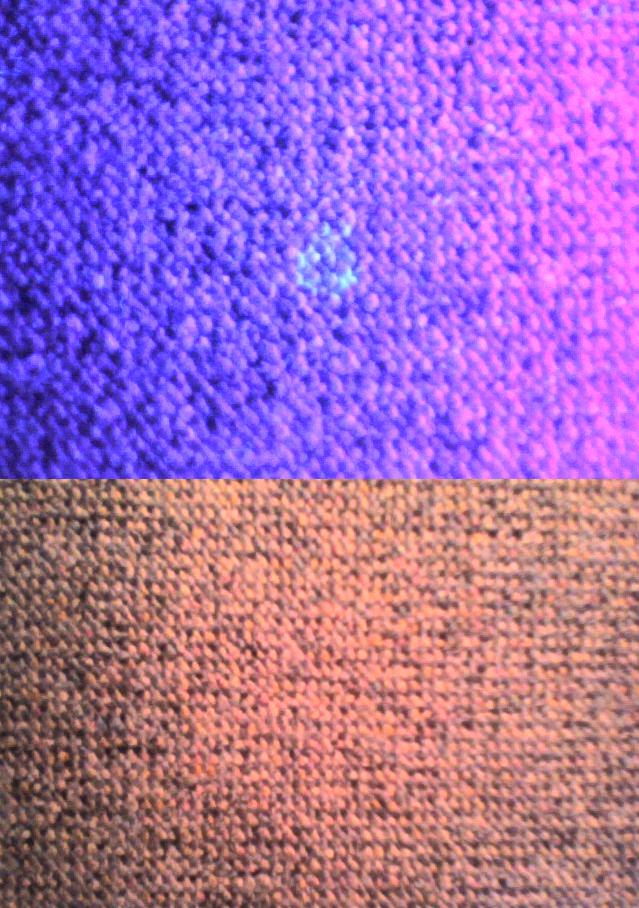
Mancha de sêmen vista com luz ultravioleta

Quando o Secret Intelligence Service britânico descobriu que sêmen era boa tinta invisível, Sir Mansfield George Smith-Cumming disse que “cada homem é seu próprio stylo”.

### Ingestão

#### Espiritual
Os Borborites, seita gnóstica cristã do séc. IV d.C., teriam rituais com sêmen sagrado descritos por Epifânio de Salamis em seu Panarion. Conforme Epifânio, texto sagrado “Greater Questions of Mary” narrava Jesus expulsando mulher do seu lado, mantendo relação com ela, bebendo seu próprio sêmen e dizendo a Maria: “É assim que devemos fazer para viver”, após a qual Maria desmaiava e Jesus a repreendia pela falta de fé. Supostamente, no ritual eucarístico borborita, participavam de orgias e bebiam sêmen e sangue menstrual como “corpo e sangue de Cristo”. Ehrman questiona a veracidade, comparando detalhes a rumores de sociedades secretas antigas.
Algumas tribos de Papua Nova Guiné, como Sambia e Etoro, acreditam que sêmen transfere maturação sexual: jovens ingerem sêmen de anciãos por felatio em cerimônia. Tal prática relaciona-se a formas de homossexualidade culturalmente ativas.
Em cultura Baruya, meninos fetichizam ingestão de sêmen em ritual secreto para “regerar-se antes do casamento”.

#### Sexual
Práticas de ingestão de sêmen:

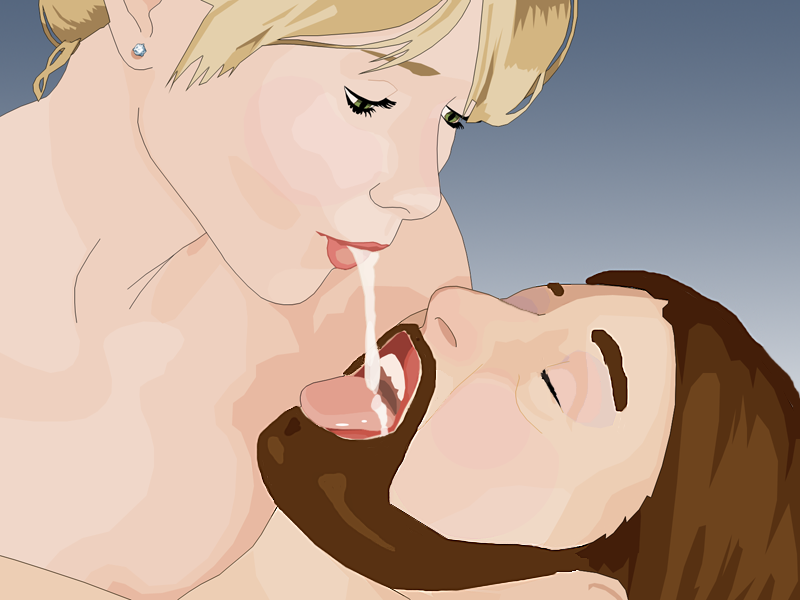
Ilustração de snowballing

- Felching: prática de sugar sêmen do ânus do parceiro.[63]
- Gokkun (ごっくん): termo japonês para ato de consumir sêmen de um ou mais homens, às vezes de recipientes.[64] Também se refere a engolir sêmen após felatio ou bukkake.[64][65]
- Cum swapping/snowballing/snowdropping: ato de receber sêmen na boca e repassá-lo ao ejaculado, geralmente por beijo.[66][67][68][69][70][71] Originalmente usado por gays e bissexuals.[67] Pesquisa com 1 200 homens gay/bissexuais em eventos LGBT em Nova York (2004) indicou ~20% já ter feito snowballing.[72]

### Eufemismos
Uma variedade de eufemismos e dysphemisms descreve o sêmen. Para lista, veja sexual slang.
Termos coloquiais incluem cum, jism (jizz), spunk, spooge, splooge, load, nut, seed e love juice. Cum também indica orgasmo quando verbo; load refere-se a “blowing a load” (ejaculação); nut originalmente era testículo, mas se refere a sêmen ou ejaculação.